# 155438 Velásquez
155438 Velásquez è un asteroide della fascia principale. Scoperto nel 1998, presenta un'orbita caratterizzata da un semiasse maggiore pari a 2,5791824 UA e da un'eccentricità di 0,2120024, inclinata di 4,39124° rispetto all'eclittica.